# 도주 (드라마)
《도주》는 1986년 6월 8일에 MBC TV에서 방영되었던 베스트셀러극장이다.

## 출연
- 박영규
- 이계인
- 천현주
- 한애경
- 신충식
- 정성모
- 송경철
- 신복숙
- 김지영
- 이숙
- 김복희
- 나성균
- 김찬구
- 조형기
- 사상기
- 최선균
- 구보석
- 정지훈